# Victoriano Crémer
Victoriano Crémer Alonso (Burgos, 18 de desembre de 1906 - Lleó, 27 de juny de 2009) va ser un poeta, novel·lista i assagista espanyol.

## Biografia
Fill d'un treballador de la Companyia de Ferrocarrils del Nord d'Espanya, la seva infància va transcórrer a Burgos, Bilbao i Lleó. En aquesta última ciutat va estudiar amb els Germans Maristes. Va publicar el seu primer poema amb 16 anys, al setmanari Crónica de León.
De jove va treballar com a venedor de diaris, mosso de farmàcia, "amanuense per a il·lustres jubilats", tipògraf, locutor i periodista clandestí mentre s'involucrava en les activitats dels anarcosindicalistes de Lleó, on va residir pràcticament tota la seva vida i on va ser una figura molt volguda i respectada. Durant la República va ser secretari de l'Ateneu Obrer Lleonès.
En 1933, va publicar en el periòdic madrileny La Tierra "Viacrucis (romance obrero)", un text en prosa poètica en el que glossava la repressió que va seguir la revolta anarcosindicalista de Casas Viejas. L'escrit li va valer un premi literari dotat amb 300 pessetes, però també l'obertura d'un expedient militar. El capità Juan Rodríguez Lozano, avi de José Luis Rodríguez Zapatero i mentor de Crémer, el va defensar davant el tribunal militar i va aconseguir que l'expedient fos declarat nul.
Durant la Guerra Civil Espanyola, es va lliurar de la mort en diverses ocasions i després de sortir de la presó va ser un dels fundadors, juntament amb Antonio González de Lama, Luis López Santos, José Castro Ovejero, Luis López Anglada, Antonio Pereira i el també poeta Eugenio G. de Nora, de la revista Espadaña, que va servir de mitjà d'expressió per a molts autors del corrent anomenat "poesia desarrelada de postguerra", que va tenir no pocs enfrontaments amb el règim franquista i va canalitzar la lluita de tota una generació de poetes que hi van trobar el seu mitjà d'expressió.
La seva obra abasta des de l'existencialisme fins a les preocupacions socials, movent-se entre la denúncia de la injustícia i l'afany de solidaritat. També va conrear la narrativa, sempre amb tints socials, en obres com a Libro de Caín (1958) i Historias de Chu-Dt.-Chuco (1970).
En 2007 va celebrar el seu centèsim aniversari i va rebre la Medalla d'Or al Mèrit en el Treball. Consagrat al periodisme, en 1938 va començar la seva marxa en el periòdic falangista Proa l'endemà de sortir de la presó i més tard va col·laborar a Pueblo, ABC, Informaciones i la cadena SER. Malgrat el seu més de 100 anys, publicava una columna diària a El Diari de León, titulada Crémer contra Crémer.
El seu poemari El último jinete va obtenir el premi Gil de Biedma en 2008. Així mateix, al febrer de 2009 l'escriptor va rebre la Medalla d'Or al Mèrit en les Belles arts 2008. Aquest guardó reconeixia la seva trajectòria al món de les arts, que va iniciar amb la seva primera obra, Tendiendo el vuelo, publicada en 1928.
Va morir el 27 de juny de 2009, amb 102 anys complerts, com el poeta més longeu d'Espanya.

## Obra

### Narrativa
- Libro de Caín (1958). Novel·la.
- Historias de Chu-Ma-Chuco (1971). Novel·la.
- Libro de San Marcos (1981). Biografia i novel·la.
- Los trenes no dejan huella. Història secreta d'una ciutat (1986). Novel·la.
- Los extraños terroristas de la Sábana Santa (marionetes, titelles i altres volatines) (1994).
- La casona (2001).

### Llibres de Poemes
- Tendint el vol (1928).
- Tacte sonor. Posats de terra endins (1944).
- Rondalla de B. D. (1945).
- Camins de la meva sang 1947.
- Les hores perdudes (1949).
- L'espasa i la paret' (1949).
- Nous cants de vida i esperança (1951).
- Nous cants de vida i esperança II (1952).
- Llibre de Santiago (1954).
- Fúria i coloma (1956).
- Amb la pau a l'espatlla (1959).
- Temps de solitud (1962).
- Diàleg per a un home sol (1963).
- L'amor i la sang (1966).
- Poesia total (1944-1966) (1967).
- Noves cançons per a Elisa (1972).
- Lluny d'aquesta pluja tan amarga (1974).
- Els cèrcols (1976).
- Poesia (1944-1984) (1984).
- El món de José Jesús (1987).
- La càlida bullícia de la cendra (1990).
- Ciutat dels poetes (1990). (Diversos poetes)
- L'amagada senda (1993).
- El fulgor de la memòria (1996).
- Paràbola d'Amalia "La Petarda" (1997).
- La resistència de l'espiga (1997).
- La coloma coixa (la cruïlla) (2002).
- Qualsevol temps passat (2003).
- El colomar del sord: poesia en flames (2005).
- Llampecs tardans (2007).
- Antologia poètica (2007).
- L'últim genet (2008).

### Uns altres
- "Pròleg i pauta" a Carreño, José Víctor, Alba d'ahir (1949).
- El treball i la poesia (1960). Assaig.
- "Pròleg" a Paniagua, Eleuterio, Els homes es maten així (1961).
- León (1961).
- Burgos (1965).
- León i la tragèdia de don Pedro Balanzategui Altuna (1969). En col·laboració amb José Eguiagaray Pallarés.
- Llibre de Vela Zanetti (1974).
- Artistes en la galeria de Maese Nicolás (1977). Autor principal, León Maese Nicolás; textos d'Antonio Gamoneda i Victoriano Crémer.
- El llibre dels drets del nen (1978). En col·laboració amb Glòria Fortes i Carmen Conde.
- León inevitable (1978).
- Victoriano Crémer: davant el mirall. León 1920-1940 (1978). Biografia.
- León insòlit, ahir i avui (1981).
- Vés-la Síller (1981). Exposició, catàleg. Textos de Victoriano Crémer et alii.
- "Pròleg" a Serrano i Hernández, José Alberto, Filosofia del sentiment de Jean Jacques Rousseau (1982).
- Taula d'homes il·lustres, indinos i malbaratados de la ciutat de León i la seva circumstància (1983).
- El viatger sospitós (1987).
- La cova del minotaure: record i presència de la Unió General de Treballadors en León (1988).
- Art Lancia (1989).
- Victoriano Crémer i els nens (1989).
- "Discurs sense destinació" (1992) Discurs pronunciat en ocasió del seu nomenament com a Doctor Honoris causa a la Universitat de León el 18 d'octubre de 1991.
- Llibre de Castella i Lleó (1992). En col·laboració amb altres autors.
- León en el Camí (1994). En col·laboració amb Javier García-Prieto Gómez.
- León (notes per a una antologia lleonesa) (1995).
- León a la vista (1995).
- La Galícia de Villaamil. Exposició homenaxe: Carlos Villaamil: 1932-1989 (1995).
- Camí de Santiago (1995). Catàleg exposició del 30 de maig al 25 de juny a la Casa de Galícia a Madrid; imatges de José Arias i textos de Victoriano Crémer, publicat com a llibre per la Junta de Galícia.
- León: ahir i avui (1997).
- Art Lancia. 15 anys - 15 pintors (2000). Catàleg de la Galeria d'Art Lancia amb textos de Victoriano Crémer.
- Nombrosos articles publicats en El Diari de León.

## Premis
- Premi Boscán de l'Institut de Cultura Hispànica (1951)
- Premi Ondas de Ràdio (1959)
- Obté el Premi Nacional de Poesia Leopoldo Panero (1963)
- Beca March de Literatura (1966)
- Premio Punta Europa (Madrid) (1965)
- Premio Ciutat de Palma de Teatre.
- Premi Nova Espanya, de Mèxic (novel·la).
- Premio Ciutat de Barcelona de Poesia castellana.
- Premi de la Junta de Castella i Lleó de les Lletres.
- Doctor Honoris causa de la Universitat de León (1991)
- Acadèmic d'Honor de la Institució Fernán González de Burgos.
- President d'Honor de l'Institut d'Estudis Cidianos de Burgos.
- Membre de l'Acadèmia Castellà-Lleonesa de Poesia.
- Medalla d'Or de la Càmera Oficial de Comerç de León.
- Medalla d'or d'Art (Santander).
- Cronista Oficial de la Ciutat de León.
- Fill adoptiu de León i de Villafranca del Bierzo.
- Lleonès de l'any (1992)
- Joglar d'Honor de Fontiveros.
- Premi Castella León de les Lletres (1994)
- Premi León Felipe de Poesia (al costat d'Eugenio de Nora) (1998)
- Medalla d'Or al Mèrit en el Treball (2007)
- Premi Gil de Biedma de Poesia, de la Diputació Provincial de Segòvia (2008)
- Medalla d'Or al Mèrit en les Belles arts (2008)